# Коста Стојановић
Коста Стојановић (Алексинац, 2. октобар 1867 — Београд, 3. јануар 1921) био је српски политичар и научник из области математике, физике, механике, социологије и економије. Сматра се утемељивачем математичке економије и претечом кибернетике у Србији. Сарађивао је са великим бројем стручних и књижевних часописа, као што су: „Српски књижевни гласник“, „Глас српске академије наука“ и „Дело“. Био је професор Велике школе и Београдског универзитета. Поред универзитетске, имао је и богату политичку каријеру. Налазио се на важним државним и политичким положајима, осам пута је биран за министра у Краљевини Србији и Краљевини Срба, Хрвата и Словенаца.

## Биографија
Рођен је у Алексинцу, од мајке Стеване и оца Тривуна (или Трифуна) Трпковића, трговца пореклом из села Маловишта код Битоља. Презиме Стојановић, по старом словенском обичају, Коста је добио као патроним по деди Стојану, Тривуновом оцу.

### Школовање и универзитетски рад
Основну школу и ниже разреде гимназије такође је завршио у Алексинцу, док је више разреде завршио у Нишу 1885, као један од најбољих ђака. Дипломирао је математичке науке на Филозофском факултету Велике школе у Београду, јуна 1889. године, као најбољи студент у генерацији. Студирао је заједно са Михајлом Петровићем Аласом, који му је касније много пута помогао. За даље студије, у првом тренутку није добио могућност, тако да је 1890. положио професорски испит, обрадивши тему „Теорија анвелопа код кривих линија и површина“ и запослио се као професор математике у Нишкој гимназији. Нишка гимназија је у то време била веома позната, не само као образовна већ и као културна установа. У њој су предавали познати професори, као што су Стеван Сремац, Светолик Ранковић, Тихомир Ђорђевић и други.
Упоредо са радом у гимназији, наставио је да продуљује своја знања, па је у Нишу је наредне године, објавио свој чувени рад „Атомистика – Један део из филозофије Руђера Јосифа Бошковића”. Тада је превео и књигу „Смак света“, француског астронома Камила Фламариона.
После више покушаја, успео је да добије стипендију на годину дана и отишао у Париз 1893. године, где је похађао часове математике, астрономије, механике и физике, код Поенкареа, Пикара и Апела. У Паризу се поново срео са Михајлом Петровићем, који је од 1889. године радио на докторској дисертацији. У Паризу је Стојановић постао члан Историјског друштва, као и Астрономског друштва Француске, показавши подједнак интерес, како за друштвене, тако и за природне науке.
Од 1894. године и током наредних шест година, радио је као професор у елитној Другој београдској гимназији (данас Филолошка гимназија). Затим је отишао у Лајпциг 1897. године, на докторске студије, али је убрзо запао у меланхолично стање, резигнацију и бригу о својој даљој судбини. У приватним писмима из његове заоставштине, види се да је забринутост полазила од чињенице да се у том тренутку налазио само као професор у гимназији. Такође, није био сигуран да ли би за годину дана, колико је имао на располагању, могао да заврши докторске студије, а схватио је и да у Француској неће имати прилике да далеко напредује, док је за професорско место у Великој школи у Београду, било већ неколико кандидата са стеченом докторском титулом, па му се труд, који је у том тренутку требало да уложи, учинио помало узалудан. Разболео се, и после три месеца био принуђен да се врати у Србију.
Године 1900. је постао народни посланик Нишког округа и од тада се трајно везао за политику. У јавни живот је ушао пред крај владавине Александра Обреновића, пре Мајског преврата 1903, у време када се Србија сусретала са мноштвом спољних и унутрашњих проблема.
Захваљујући научним квалитетима, према броју и теоријској убедљивости научних радова, после Мајског преврата, постао је хонорарни наставник у Великој школи, у исто време када и Јован Жујовић и Милоје Васић. По оснивању Београдског универзитета 1905. године, постао је ванредни професор математичке физике.
У свом универзитетском раду, за неколико година написао је низ радова из механике, математике и физике, који одражавају његов висок ниво познавање материје. Ово је уједно и једини период у којем је писао радове из само по једне научне дисциплине, што није одговарало његовим карактеру.

### Политички рад
Академску каријеру нагло је прекинуо 17/30. априла 1906. године, када је изабран за Министра народне привреде Краљевине Србије. Средином исте године, заједно са Михаилом Петровићем је радио на налажењу најповољнијег система за политичке изборе за 1907. годину. Овај њихов једини заједнички рад, објављен је у часопису „Дело“, једном од најбољих српских часописа, под насловом „Представнички систем изборни“.
На министарском положају нашао се у време почетка Царинског рата, када је Аустроугарска, блокирала економску размену са Србијом и увела јој санкције. Још 1902. године објавио је расправу о увозу и извозу Србије, у којој је математичким методама показао да на сваки динар извезене робе у Аустроугарску, Србија губи тачно 22 динара.
При ступању на функцију министра јасно је показао да га овај рат не брине и да за насталу ситуацију постоји алтернативно и боље решење. Свој став је поткрепио чињеницом да Аустроугарска није потрошач, већ само посредник у извозу робе из Србије на друга тржишта. Практично је кренуо да проналази нова тржишта у Бугарској, Румунији, Грчкој, Италији, Египту. У овом послу имао је јаку подршку Лазара Пачуа и Стојана Протића, својих партијских сабораца из Народне радикалне странке, који су и сами заговарали економско осамостаљивање Србије. Један од највећих проблема са којима се сусрео, састојао се у организацији извоза, пошто већина домаћих произвођача није познавала друга тржишта, као и у слабој контроли тржишних цена преко Београдске берзе, која је у то време бележила врло мали обим промета. Да би решио ове проблеме, Коста Стојановић се угледао на друге земље, које су успешно решиле исти проблем, тако што је већ 1906. године скупштини поднео Закон о освајању трговинских агентура, па је већ следеће године, 1907. основана Главна трговинска агенција у Београду, затим, 12 агенција у земљама Европе и једна у Египту. Са друге стране, у циљу развоја трговинских веза, сматрао је да је неопходно развити железнички саобраћај, који је представљало велики проблем за цео регион. Посебно се залагао за изградњу пруге Дунав—Ниш, али није успео да обезбеди довољна финансијска средства:
Јадранске жељезнице нема. Нема је, јер су важнији разлози, који треба да очувају коалицију и да даду сатисфакције болесним амбицијама кратковидих умова. Довољно је за нас што ћемо се као пијани плота држати фразе: Балкан балканским народима, и што ћемо говорити о потреби Балканског савеза, не хотећи увидети никада, да се од фраза не живи— Коста Стојановић
Преко Министарства народне привреде, за време његовог мандата, разним субвенцијама, реструктуисана су индустријска предузећа, подстакнута је индустријска производња, а повећан је и број запослених у том ресору.
Користећи своја познавања научних начела и усклађујући их у политичку праксу, чак и у условима санкција, успео је да рационализује пољопривреду, преобрази привреду, учетворостручи број предузећа, ухода нове трговачке путеве за Србију, управља извозним ценама, што је учинило да Аустроугарска 1908. године одустане од блокаде, а Србија из Царинског рата изађе оснажена.
С обзиром на ангажовање у политици, није више могао да се врати на катедру за физичку математику, па је на то место 1909. године дошао Милутин Миланковић, из Беча. О раду свог претходника на катедри, Милутин Миланковић је између осталог рекао:
Дошао је, да као свештеник науке, у овом храму, проповеда велике истине, које се дотле нису чуле. Математичка физика бави се мртвом природом, али је њега интересовао цео свет, њега је интересовао живот. Зато је катедра била уска за његов рад. Стојановића је занимао друштвени живот - та жива машина са милионима точкова, коју је звао друштво, и на којој је применио законе термодинамике.— Милутин Миланковић
Због успеха током Царинског рата, од 30. августа/12. септембра 1912, до 18/31. август 1913. године, Коста Стојановић је поново био изабран за Министра народне привреде, у ратним условима. У овом периоду дошло је до размимоилажења са Николом Пашића, посебно у разумевању битних питања српског националног интереса и окретању ка другим средиштима моћи, с обзиром да се Коста Стојановић залагао за француско-руски и балкански савез, због чега је учествовао формирању Клуба независних радикала.

### Први светски рат
Први светски рат дочекао је у Београду, са својом породицом. У пролеће 1915. упутио се у Рим, са намером да употреби своје раније успостављене везе током Царинског рата, овога пута ради очувања Јадранске обале. На иницијативу владе, из Рима је фебруара 1916. прешао у Ницу, где је организовао Клуб народних посланика свих политичких странака, чији је постао председник, док је секретар био Бранислав Нушић. Овај клуб је устао против рада владе и тиме ушао у отворени сукоб са Николом Пашићем, и његовим најужим окружењем, и вршио притисак на Владу и на Двор да се влада заузму за југословенски став, што је по њима, за Србију био једини реалан излаз из рата. Иначе, клуб се бавио и другим важним питањима, као што су збрињавање избеглица, и школовање ђака у Француској. Стојановић се посебно залагао да се школска омладина, у циљу очувања интелектуалне елите, поштеди ратних борби, а да се у ту сврху ангажују активни официри и ратни профитери из Швајцарске.
Учествовао је као члан Клуба независних радикала, на Другом заседању Народне скупштине на Крфу, крајем августа 1916, одакле се надао да ће моћи поново да се врати у Србију, очекујући да ће исте јесени Солунски фронт имати бољи исход . Међутим, уместо тога, разочаран, вратио се у Париз, где је, са мањим прекидима остао све до јануара 1920. године, односно завршетка Париске мировне конференција. Током 1919. дошло је и до његовог коначног разилажења са Радикалном странком и преласка у Демократску странку. До краја свог боравка у Француској, бавио се проучавањем француске економске литературе, начинио један од првих прорачуна народног богатства Србије до 1914, које је припремао за мировне преговоре после рата, уобличавањем својих мемоара „Слом и васкрс Србије“, допуњавањем обимне расправе о свом професору Анри Поенкареу, коју је још пре рата био припремио за штампу, сарађивао са женевским листом „La Serbie“, и написао велики број чланака на италијанском и француском језику из области економских и политичких студија. Нешто слободног времена искористио је и за превођење класичних латинских текстова, као за писање песама. Рукописи ових радова данас се налазе изложени у Музеју града Београда.

### Краљевина СХС
Урадио је прорачун ратне штете и као члан финансијске и економске делегације Краљевине Срба, Хрвата и Словенаца учествовао је на Париској мировној конференцији 1919. године.
По формирању краљевине, чији је био велики поборник, обављао је функцију Министра пољопривреде, од 18. октобра 1919. до 19. фебруара 1920. године, у влади Љубомира Давидовића, због чега је често прекидао боравак у Паризу.
Још у раду „После свршених трговинских уговора“, који је објавио 1908. године, анализирао је особине српске пољопривреде, указујући на могућност њеног преображења, сматрајући да је су за то неопходни знање, наука и искуство. У ту сврху, такође је сматрао да је неопходно образовати посебне институције, којима би управљали пољопривредни инжењери. Осим тога, његова идеја је била укључивала и образовање „опитних станица“ у Србији, у којима би се прикупљали подаци за истраживање, као и за информисање пољопривредних произвођача о последњим достигнућима науке.
Мада је данас мало познато, за време његовог мандата у својству министра пољопривреде у југословенској држави, као и у својству председника Српског пољопривредног друштва, био је један од покретача за оснивање Пољопривредног факултета 1919. године.
Један је од потписника Рапалског споразума, у новембру 1920. године, којим је утврђена граница са Италијом, када је Италија добила Задар, Истру и острва, Црес, Лошињ, Ластово и Палагружа, док је Ријека остала независна држава. Био је Министар финансија у првој и другој влади Миленка Веснића од 17. маја 1920. до 18. августа 1920. и од 18. августа 1920. до 1. јануара 1921. За исту функцију је изабран поново и у првој послератној влади Николе Пашића 1. јануара, али је два дана касније, 3. јануара 1921. године умро, у 54-тој години.
Мада га је још крајем 1919. године Јован Жујовић предложио за редовног члана, за живота није постао члан Академије наука.

## Смрт и сахрана
Конзилијум састављен од четири тада позната београдска лекара, дан пред смрт му је установио запаљење мозга и бубрега, после десетак дана, колико се осећао лоше и пар дана проведених, готово сасвим без свести. Осим тежини неочекиване болести, његову смрт медији су приписивали исцрпљености услед велике преданости одговорним пословима, као и напора које је улагао на својим дужностима. Сматрао се за једног од најактивнијих министара у то време. Пред саму смрт, радио је са министром Милорадом Драшковићем на припреми предлога Закона о ревизији имовине ратних профитера и у владиној комисији за одређивање размере корупције у ратним годинама. За собом је оставио жену и тројицу синова.
Погреб је обављен уз велике почасти, већ следећег дана, 4. јануара. О испраћају су писале све београдске новине. Пратња је кренула од његове куће, у Битољској улици. После опела у Саборној цркви, пратња је прошла кроз цео центар Београда, преко улица: Краља Петра, Васине, Коларчеве, Краља Милана, Теразија, па све до Новог гробља. Сахрани су присуствовали Престолонаследник, Кнегиња Јелена, чланови владе, дипломатски кор, народни посланици, представници Демократске странке, велики број официра, грађана и пријатеља.
На испраћају Косте Стојановића било је одржано више званичних говора: Милорад Драшковић, у име Министарства унутрашњих послова, Јован Радоњић у име парламента, Војислав Маринковић, у име посланичке групе Демократске странке, Милутин Миланковић на балкону Капетан Мишиног здања у име Београдског Универзитета, Драган Дучић у име Министарства финансија и други.

## Објављена дела
- „Атомистика – Један део из филозофије Руђера Јосифа Бошковића“, Ниш (1891),[9][10] биографија компаративна анализа природне филозофије Руђера Бошковића.[22][23]
- „О увозу и извозу Србије третирано новом математичком методом“, Београд (1902),[14] расправа у којој је применом математичких метода објаснио концепт опортунитетних трошкова и објаснио колико Србија губи извозећи сировине уместо готових производа[3]
- „О математичкој физици“ (1903)[14]
- „Принципи нове геометрије“ - метагеометрија, Београд (1901)[24]
- „После свршених трговинских уговора“, Београд (1908)[12]
- „Тумачење физичких и социјалних појава”,[7] "Доситеј Обрадовић" - Штампарија Аце М. Станојевића, Београд (1910),[5] у коме је опсежно је разрадио замисао да се помоћу термодинамичких закона, може пронаћи адекватан модел којим се може управљати друштвеним токовима[7], полазећи од идеје да се честице микросистема, исто као и друштвени односи, налазе у истом хаотичном стању, те да се успостављањем сличних математичких модела, може доћи до аналогних закона управљања, који важе у друштву и на тај начин их контролисати. У том смислу посебно је детаљно описао термин ентропије, аналогно примењен на друштвене проблеме.[11] Идеја о оваквој целовитости, касније је постала позната као кибернетика[7] Друго издање ове књиге, после сто година од првог, објавила је Народна Библиотека Вук Караџић из Алексинца 2021. године. Приредили су је Војкан Поповић и проф. др Александар Петровић.  978-86-82056-00-3
- „Економско стање Србије : од окупације Босне и Херцеговине до анексије, од 1878. до 1908“, Београд (1909)[25]
- „Основи теорије економских вредности” (1910),[5] из математичке економије, у којој је, користећи врло напредан математички апарат, као нпр. теорију парцијалних диференцијалних једначина за описивање економских модела[9]
- „Говори и расправе: политичко-економске“, volume 1—3, Београд (1910, 1911, 1914)
- „Механика“, Београд (1912), универзитетски уџбеник из примењене математике. Написао га је најпре за потребе предавања на универзитету као рад под насловом „О основним принципима механике и њиховој примени на физичке проблеме“, које је касније значајно проширио. Највећи део књиге односи се на векторски рачун, затим кинематику, статику, динамику, аналитичку механику, теорију диференцијалних једначина и астрономију.[9][12][26]
- „La Serbie et la liquidation de la guerre européenne“, Женева (1919)[25]
- „Расправе и чланци из науке и филозофије“, Београд (1922), објављене постхумно,[9] чланци по избору самог аутора припремљени за штампање пред смрт[27]
- „Слом и васкрс Србије”, мемоари у којима је објаснио узроке војног пораза Србије 1915,[7] и улогу Николе Пашића у преломним годинама Првог светског рата. Рукопис се налази архиви САНУ под бројем 1[3] Објавио га је 2012. РТС, а приредио Слободан Турлаков[28]
- „О полу и полари код кривих линија“, рукопис[29]